# Sterke kernkracht
De sterke (kern)kracht, sterke interactie of sterke wisselwerking is de sterkste van de vier fundamentele natuurkrachten uit de natuurkunde en is nog ongeveer 100 keer sterker dan de elektromagnetische kracht. Ze is verantwoordelijk voor de stabiliteit van atoomkernen.

## Werking
De sterke kernkracht bindt protonen en neutronen aan elkaar tot atoomkernen, en bindt quarks aan elkaar in het inwendige van protonen en neutronen. Ze wordt voortgebracht door de uitwisseling van gluonen tussen quarks, die beschikken over een interne vrijheidsgraad (kwantumgetal) die "kleur" wordt genoemd.

### Atoomkernen

Een proton en een neutron interageren via de uitwisseling van pi-mesonen (pionen). Het proton en het neutron bestaan elk uit drie quarks; het meson is opgebouwd uit een quark en een antiquark.

Een atoomkern bestaat uit protonen en neutronen. Op grond van elektrostatische afstoting tussen de positief geladen protonen zou iedere atoomkern met meer dan één proton, dus gelijk welke kern behalve die van waterstof, op heel korte termijn uiteenvallen. Dat dit klaarblijkelijk niet gebeurt, verraadt de aanwezigheid van een nog sterkere aantrekkingskracht die alleen voelbaar is op de kleine schaal van de diameter van atoomkernen.
Binnen een atoomkern zendt ieder proton en ieder neutron voortdurend pi-mesonen uit, die korte tijd later door een ander proton of neutron worden geabsorbeerd. De levensduur van deze mesonen is kort omdat ze hun massa "ontlenen" aan het vacuüm: ze worden virtuele deeltjes genoemd. Het uitzenden en vervolgens absorberen van een pi-meson veroorzaakt een overdracht aan impuls tussen het uitzendende en het absorberende kerndeeltje, en wel in de zin die tegengesteld is aan de bewegingszin van het pi-meson, dat wil zeggen dat de kerndeeltjes naar elkaar toe worden getrokken.
Het netto-effect van al deze momentoverdrachten kan worden gemodelleerd met de Yukawa-potentiaal.

### Inwendige van kerndeeltjes

Een neutron is opgebouwd uit een up-quark en twee down-quarks. De quarks interageren door het uitwisselen van gluonen.

De sterke kernkracht beïnvloedt op kleine schaal alleen quarks en antiquarks, en is verantwoordelijk voor het samenbinden van quarks, zodat deze hadronen kunnen vormen (waaronder baryonen, zoals protonen en neutronen, maar ook mesonen). Op "grotere" schaal (ca. 10-15 m) worden ook de nucleonen (protonen en neutronen), waaruit de atoomkern bestaat, door deze kracht bijeengehouden, al is dat eigenlijk maar een zwak neveneffect van de krachten die in de protonen en neutronen werkzaam zijn - enigszins vergelijkbaar met vanderwaalskrachten, die een residu op grotere schaal zijn van elementaire elektromagnetische krachten op kleinere schaal.
Residuele effecten reiken tot buiten het hadron en binden de neutronen en protonen vervolgens tot de kern van het atoom. Dit is de Yukawa-potentiaal die de positief geladen atoomkern bijeenhoudt, tegen de elektrostatische afstoting in.
De sterke kernkracht ontstaat door het continu uitwisselen van krachtvoerende deeltjes tussen de quarks. Deze krachtdragende deeltjes heten gluonen (van het Engelse glue, dat lijm betekent).
De sterke kernkracht wordt beschreven door de kwantumchromodynamica. De werking wordt ook wel omschreven met de term "kleurkracht". Daarbij gaat men ervan uit dat quarks drie kleuren kunnen hebben (rood, blauw en groen) en antiquarks ook (antirood, antiblauw en antigroen). Een gluon transporteert kleurlading van de ene quark naar de andere.
Een ander effect waar de sterke kernkracht voor zorgt, is de "confinement" of opsluiting. Dit houdt in dat een quark nooit uit zijn hadron getrokken zal kunnen worden. Deze opsluiting wordt veroorzaakt doordat de gluonen zelf ook kleurladingen hebben, zodat de sterke kernkracht ook op hen inwerkt. Dit zorgt ervoor dat de sterke kernkracht vele malen zwakker is op heel kleine afstanden en op grote afstanden niet afneemt per afstandseenheid maar constant blijft. Voor afstanden groter dan 0,5 fm (femtometer) heeft men berekend dat de grootte van de sterke kernkracht nagenoeg constant 1,8 x 105 N blijft. Als aan een quark die deel uitmaakt van een systeem, meer dan een bepaalde drempelenergie wordt toegevoegd, worden de afstanden niet meer groter, maar wordt spontaan een nieuw quark-antiquarkpaar gevormd. Afzonderlijke quarks worden niet waargenomen.
Een voorstelling hiervan zou kunnen zijn dat de quarks door touwtjes aan elkaar zijn vastgebonden en dus relatief vrij kunnen bewegen als ze op korte afstand van elkaar staan en de "touwtjes" dus slap hangen. Als ze verder van elkaar komen te staan, worden de "touwtjes" echter aangespannen, waardoor de volle kracht op de quarks kan inwerken en dus ook niet afneemt per afstandseenheid, dit is natuurlijk maar een voorstelling om de werking te verduidelijken, maar niet de werkelijkheid.
Een belangrijk verschil tussen de elektromagnetische kracht en de sterke kernkracht is dat fotonen, de dragers van de elektromagnetische wisselwerking, geen elektrische lading hebben, terwijl gluonen wel degelijk een kleurlading dragen. Dit maakt de analyse ingewikkelder omdat gluonen ook met elkaar kunnen interageren.

## Gebonden toestanden
Quarks kunnen dus niet afzonderlijk voorkomen, maar er zijn nog meer beperkingen: de groep moet kleurneutraal zijn. Gewoonlijk worden de woorden groen, rood en blauw gebruikt voor quarks, en antigroen, antirood en antiblauw voor antiquarks. De eenvoudigste kleurneutrale groepen zijn dan enerzijds paren van een quark met een antiquark van de juiste tegenkleur (mesonen) en drietallen van quarks (of van antiquarks) met verschillende kleuren (baryonen). In deeltjesversnellers zijn aanwijzingen gevonden voor het bestaan van complexere combinaties van vier (tetraquark) of vijf quarks (pentaquark).
Het feit dat er zes soorten quarks bestaan (aangeduid met de letters u, d, s, c, t en b) en evenveel antiquarks, én het feit dat hadronen in aangeslagen toestand een aanzienlijk hogere massa kunnen hebben dan in de grondtoestand (waardoor ze als afzonderlijke deeltjes benoemd zijn), geeft aanleiding tot de grote verscheidenheid aan hadronen. Een proton heeft de structuur uud en een neutron bestaat uit de quarks ddu.

## Geschiedenis
Al in 1815 had de Britse chemicus William Prout de hypothese geformuleerd dat alle atoomsoorten uit waterstof waren opgebouwd; het was te zijner ere dat Ernest Rutherford in 1920 de naam proton voorstelde voor de waterstofkern. Hij (Rutherford) realiseerde zich dat de kern van zwaardere atomen ook nog neutrale componenten moest bevatten, en zijn assistent James Chadwick zou later in 1932 het neutron identificeren. De verstrooiingsexperimenten waarbij Rutherford alfadeeltjes (heliumkernen) op andere atoomkernen afvuurde, leken echter niet helemaal in overeenstemming met de coulombkracht tussen de positieve protonen in beide kernen en het was Chadwick die samen met Etienne Bieler in 1921 het bestaan vooropstelde van de sterke kernkracht. In 1932, na de ontdekking van het neutron, formuleerde Werner Heisenberg het begrip isospin. Uit de isospinsymmetrie volgt de bijna-gelijkheid van de massa's van het proton en het neutron, maar ook de bijna-gelijkheid van de krachten tussen protonen onderling, tussen neutronen onderling en tussen protonen en neutronen. Al deze voorspellingen waren goed in overeenstemming met de waargenomen energiespectra van atoomkernen.
In 1935 publiceerde Hideki Yukawa het vermoeden dat de zwakke en sterke kernkracht niet werden geregeerd door een klassieke potentiaal, maar dat ze gekwantiseerd optraden net zoals elektromagnetische interactie wordt overgebracht door afzonderlijke fotonen. Uit de korte afstanden waarop de sterke kernkracht actief is (ze is per definitie verwaarloosbaar klein buiten de kern van het atoom) leidde hij met behulp van overwegingen uit de algemene relativiteitstheorie af dat de deeltjes die de kracht overbrengen, massief moesten zijn; hij leidde een massa af die ongeveer 200 keer die van het elektron bedroeg, en voorspelde spin 0. Die voorspelling leidde zelfs bij Yukawa zelf tot twijfel, omdat er geen deeltjes van die massa bekend waren: de lichtste deeltjes zwaarder dan een elektron waren protonen en neutronen, met ruim 1800 keer de massa van het elektron.
Het onderzoek van Carl Anderson en Seth Neddermeyer naar de aard van kosmische straling tussen 1934 en 1936 leverde aanvankelijk enthousiasme op, omdat zij nieuwe deeltjes observeerden met massa's tussen die van het elektron en het proton; helaas hadden die deeltjes niet de gewenste eigenschappen van het Yukawa-deeltje, en interageerden ze te weinig met atoomkernen. Pas in 1947 slaagde Cecil Powell erin pi-mesonen waar te nemen met behulp van een nieuwe waarnemingstechniek, namelijk door stapels dikke fotografische platen omhoog te sturen met een luchtballon. Pi-mesonen vervallen te snel om de tocht naar het aardoppervlak te overleven. De gemeten massa van het pi-meson bedroeg 273 keer de massa van het elektron.
Mesonen geven aanleiding tot een sterke kernkracht die aantrekt over relatief grote afstanden en afstoot op kleinere afstanden, en verklaren goed de stabiliteit van atoomkernen en andere verschijnselen bij lage snelheid. Bij relativistische snelheden en op de nog kleinere schaal van de substructuur van protonen en neutronen is de theorie niet meer bruikbaar, en was het wachten op het quarkmodel van Murray Gell-Mann (1964) om de waargenomen fenomenen in overeenstemming te brengen met de theorie. In dat model is het pi-meson niet langer een elementair deeltje, maar bestaat het uit een quark en een antiquark.